# 瓦尔德马·里亚尔
瓦尔德马·何塞·里亚尔·费拉里（西班牙語：Waldemar José Rial Ferrari，1940年2月3日—2019年9月15日），出生于塔夸伦博省帕索德洛斯托羅斯，乌拉圭篮球运动员，曾代表乌拉圭参加过1960年夏季奥运会和1964年夏季奥运会男子篮球比赛，均获得第八名。